# Monte Casto
Il monte Casto (1.138 m s.l.m.) è una montagna delle Alpi Biellesi.
Si trova in provincia di Biella (BI) lungo lo spartiacque tra la valle Cervo propriamente detta e la valle Strona di Mosso.
È compreso nei territori comunali di Tavigliano e di Callabiana.

## Descrizione

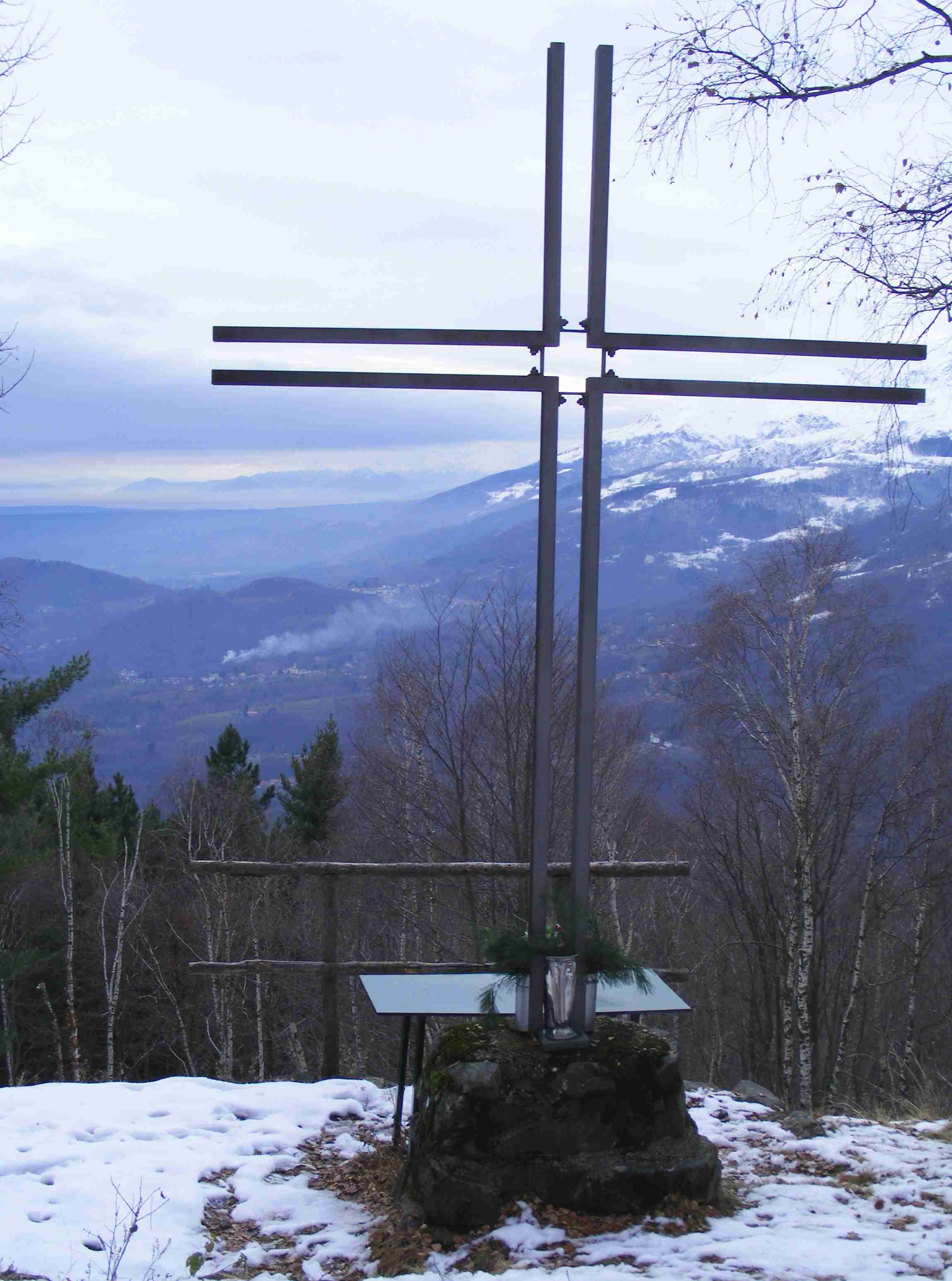
La croce di vetta

Il Casto ha una forma molto allargata e la sua parte più in quota presenta un generale andamento nord-ovest/sud-est.
La montagna è oggi prevalentemente boscosa salvo i bei prati del crinale nord-occidentale ed alcune radure che circondano le poche cascine ancora utilizzate.

La zona fu oggetto di ampi rimboschimenti nella prima metà del Novecento, in parte danneggiati dagli eventi bellici.
Sul versante occidentale rimangono oggi ampi boschi di conifere, cosa piuttosto inconsueta per il Biellese dove le essenze resinose sono poco diffuse. La sua prominenza topografica è di 132 m.

## Escursionismo

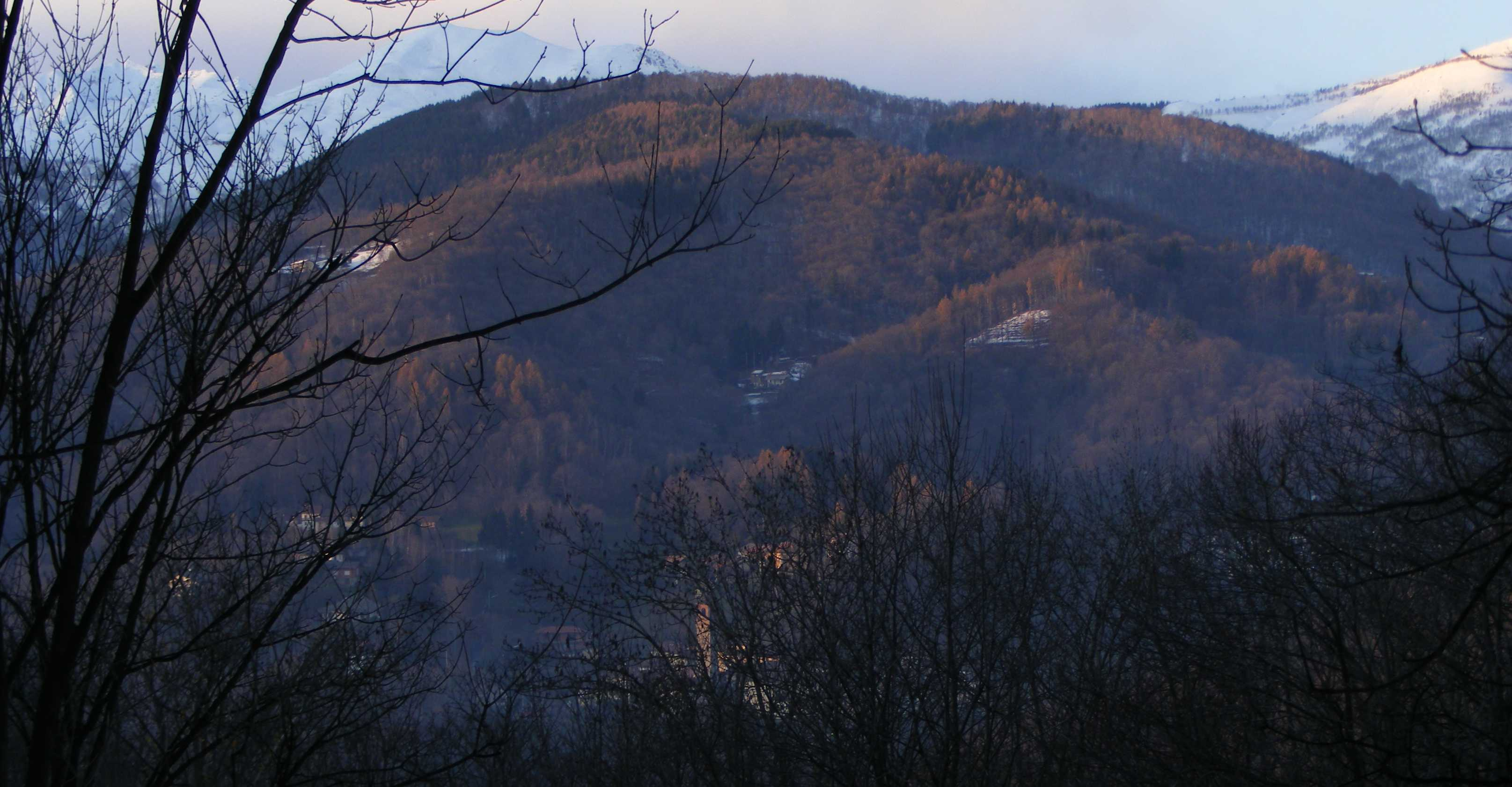
Il Casto visto dal monte Turlo

Nel corso dei lavori di rimboschimento e miglioramento forestale furono realizzati numerosi sentieri che permettono oggi piacevoli passeggiate in una tranquilla area verde. Sono presenti anche alcune aree attrezzate per il pic-nic, piuttosto frequentate durante la bella stagione.
È possibile raggiungere in breve il punto culminante per sentiero o pista forestale partendo dalla cascina Selle, nei pressi del Pratetto di Tavigliano.

Una via un po' più lunga è quella che parte dalla frazione Trabbia di Callabiana, ed esistono anche sentieri provenienti da Golzio e San Giuseppe di Casto (comune di Andorno Micca).

Attorno al Casto transita la GtB (Grande traversata del Biellese), un lungo itinerario escursionistico che percorre a quota medio-bassa tutta la provincia di Biella.

## Trail Running

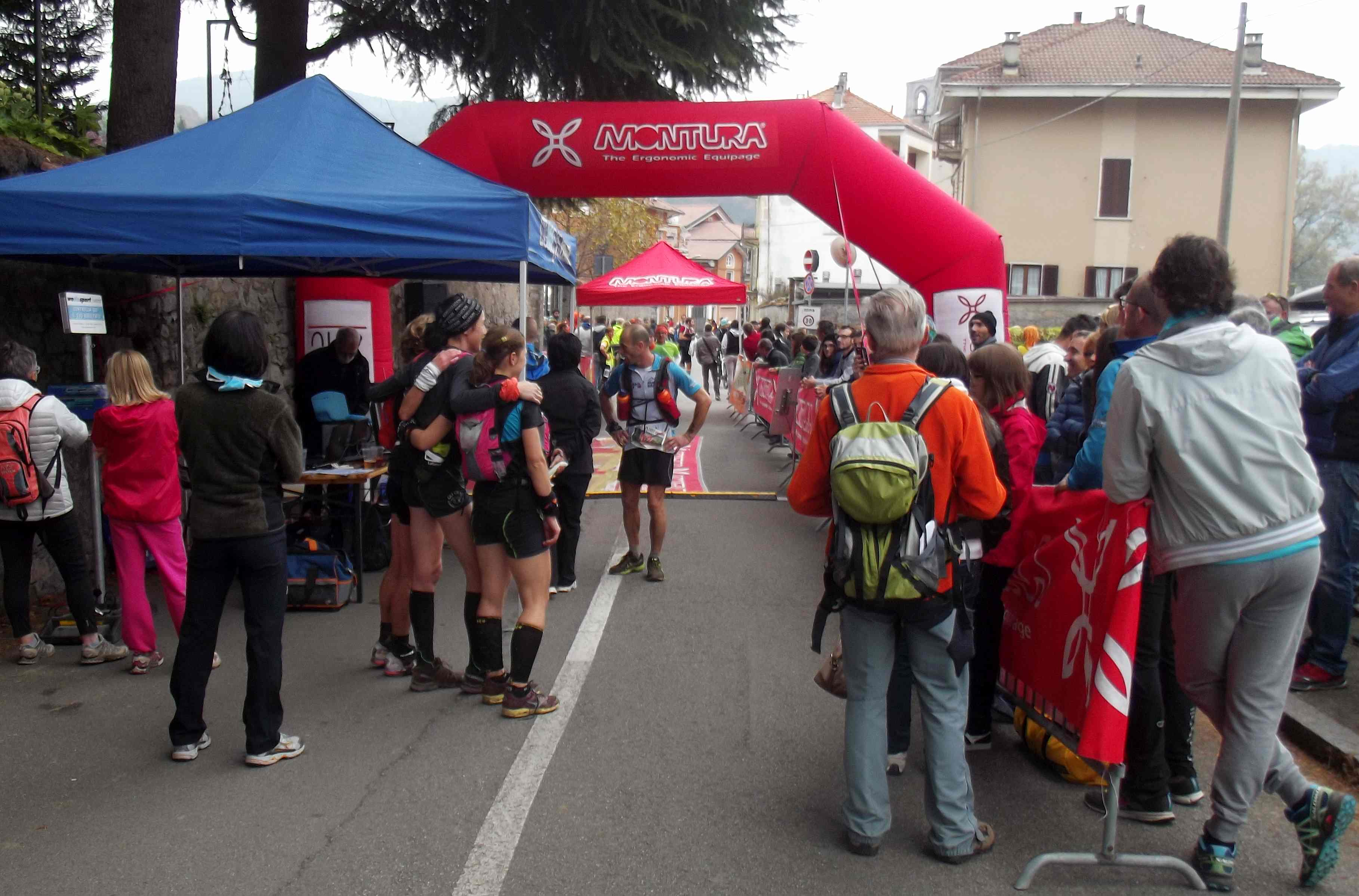
Edizione 2014 del trail: l'arrivo a Andorno Micca.

Dal 2006 fino al 2014 la società sportiva G.S.A. Pollone ha organizzato il Trail Monte Casto. Dal 2015 la gara viene organizzata dall'ASD Trail Monte Casto, l'evento viene comunque gestito dal trailer Maurizio Scilla. La gara si disputava originariamente su due percorsi, uno da 21 km ed uno da 42. La gara oltre che un evento sportivo ha l'obiettivo di far conoscere la zona agli appassionati degli sport all'aria aperta, come il trail running. Dal 2009 il più lungo dei percorsi previsti (portato a 46 km) è diventato una prova qualificativa per la partecipazione all'Ultra-Trail du Mont-Blanc.

### Cartografia
- Carta dei sentieri della Provincia di Biella 1:25.00, Provincia di Biella, 2004, consultabile on line Archiviato il 5 novembre 2019 in Internet Archive.
- Cartografia ufficiale italiana dell'Istituto Geografico Militare (IGM) in scala 1:25.000 e 1:100.000, consultabile on line
- Carta dei sentieri e dei rifugi scala 1:50.000 n. 9 Ivrea, Biella e Bassa Valle d'Aosta, Istituto Geografico Centrale - Torino